# McCarthy (együttes)
A McCarthy egy brit indie pop zenekar volt, amelyet 1984-ben alapított az angliai Barkingban (Nagy-London, Anglia) Malcolm Eden (ének és gitár), Tim Gane (szólógitár), John Williamson (basszusgitár) és Gary Baker (dobok). Lætitia Sadier később csatlakozott a zenekarhoz, az utolsó stúdióalbumuk énekeseként.
A dallamos stílust, amelyet Gane 12 húros gitárjátéka uralt, Eden nyíltan politikai, gyakran szatirikus hangvételű szövegeivel vegyítették, amelyek a zenekar szélsőbaloldali irányultságát tükrözték.

## Az együttes története
Malcolm Eden, Tim Gane és John Williamson a Barking Abbey Comprehensive Schoolban találkoztak. Gane eredetileg dobos volt, de Eden megtanította gitározni. Eden később Williamsont is megtanította basszusgitározni. Eden és Gane rajongtak az olyan punk együttesekért, mint a Sex Pistols, a Clash és a Buzzcocks, és tizenévesként kisebb koncerteken feldolgozták dalaikat. Baker 1984-ben csatlakozott, és miután az új felállás a McCarthy név mellett döntött (ez utalás Joe McCarthy amerikai politikusra), 1985-ben kiadták önfinanszírozással első kislemezüket, az In Purgatoryt. A zenekar leszerződött a Pink Labelhez, és két további kislemezt adtak ki, a Red Sleeping Beautyt és a Frans Halst.
Debütáló albumuk, az I Am a Wallet 1987-ben jelent meg. 1987-ben John Peel DJ bemutatta az albumot a BBC Radio 1 egyik szekciójában. Eden marxista politikai nézetei miatt a zenekart gyakran emlegették együtt más baloldali előadókkal, mint például Billy Bragg-gel és a The Redskinsszel. Az I Am a Walletet Nicky Wire úgy jellemezte, hogy "a legtökéletesebb lemez, egy kommunista kiáltvány dallamokkal", James Dean Bradfield pedig minden idők legjobb brit albumának minősítette.
1988 elején két további kislemezt adtak ki, majd ezt követte a The Enraged Will Inherit the Earth című album.
Egy évvel később kiadták a harmadik albumot Banking, Violence and the Inner Life Today címmel, Lætitia Sadier (Gane akkori élettársa) énekesnővel. Eden kijelentette, hogy nincs szükség a zenekar folytatására, mivel úgy vélte, hogy a kreativitásuk az albummal elérte a csúcspontját. 1990-ben a zenekar utolsó koncertje a London School of Economicsban volt.
A zenekar két dala szerepelt John Peel Festive Fifty című műsorában: a Frans Hals 1987-ben (#35), és a Should the Bible Be Banned 1988-ban (#38).
A feloszlásuk után Gane és Sadier azonnal megalakította a Stereolabet, míg Eden a rövid életű Herzfeldet. Baker a radiográfia területén folytatta karrierjét, majd a The Guardiannél dolgozott. Williamson a BMG zenei kiadónak és a Domino Recordsnál dolgozott.

## Diszkográfia
(Az egyes dalok utáni számok a UK Indie Charton elért helyezést mutatják.)

### Stúdióalbumok
- I Am a Wallet (September Records; November 1987) (#7)
- The Enraged Will Inherit the Earth (Midnight Music; March 1989) (#5)
- Banking, Violence and the Inner Life Today (Midnight Music; April 1990)

### Kislemezek, EP-k
- "In Purgatory" [b/w "The Comrade Era","Something Wrong Somewhere"] (Wall of Salmon; 1985)
- "Red Sleeping Beauty" [b/w "From the Damned","God the Father","For the Fat Lady"] (Pink Label; 1986)
- "Frans Hals" [b/w "The Fall","Kill Kill Kill Kill","The Fall (remix)","Frans Hals (version)"] (Pink Label; 1987) (#4)
- "The Well of Loneliness" [b/w "Unfortunately","Bad Dreams","Someone Worse Off","Antiamericancretin"] (September Records; 1987) (#10)
- "This Nelson Rockefeller" [b/w "The Fall" (new version),"The Funeral" (new version),"The Enemy Is At Home" (September Records; 1988) (#9)
- "Should the Bible Be Banned" [b/w "St. Francis Amongst The Mortals","We Are All Bourgeois Now"] (September Records; 1988) (#9)
- "Keep an Open Mind or Else" [b/w "The New Left Review #1","Two Criminal Points of View"] (Midnight Music; 1989) (#10)
- McCarthy at War EP ["Boy Meets Girl So What" (version),"All Your Questions Answered","New Left Review #2","The Lion Will Lie Down with the Lamb"] (Midnight Music; 1989) (#16)
- "Get a Knife Between Your Teeth" [b/w "Nobody Could Care Less About Your Private Lives","With One Eye on Getting Their Pay","Can the Haves Use Their Brains"] (Midnight Music; March 1990)

## Fordítás
Ez a szócikk részben vagy egészben  a   McCarthy (Band) című angol Wikipédia-szócikk fordításán alapul.  Az eredeti cikk szerkesztőit annak laptörténete sorolja fel. Ez a jelzés csupán a megfogalmazás eredetét és a szerzői jogokat jelzi, nem szolgál a cikkben szereplő információk forrásmegjelöléseként.